# Beitel János József
Beitel János József (Joanne Josepho Beitel, Johannes Josephus Beitel, Jan Beitel, Joh. Jos. Beitel) (18. század) katolikus pap.

## Élete
1721-ig Lőrincházán volt plébános, 1731-ig „Domherr” Pozsonyban. 1742. december 8-ig Körmöcbányán volt plébános és az esztergomi hercegprímás pisetariusa (bányai részadó beszedője).
Az egyház a középkori Pozsonyban szerzője szerint Beitel János József 1730 körül írt káptalani archontológiája a pozsonyi egyházi intézmények története iránti érdeklődés talán első dokumentuma.

## Művei
- Die erstummete Wohlredenheit, oder unversehrt–unauflössliche Verschwigenheit eines heilige Blut-Zeugens Joannis Nepomiceni. Einer Hochadelich- u. zahlreichesten Zuhörer-Versamlung in kurtzer Lob-Red vorgestellet in der königl.-freyen Haubt-Berg-Stadt Crembnitz, den 17 Maij Monath 1722. (k. 4-r. 9 lev.) Gedr. zu Pressburg, bey Joh. Paul Royer. M. E.
- Der Unermüdet Arbeitsame mit reichester Auszbeüth beuende Berg-Mann, heiliger Franciscus Xaverius In kurzer Lobrede vorgestellet in der Berg-Stadt Schembnitz den 3. December 1723. (4-r. 14 l.) Pressburg, 1723. Johann Paul Royer
- 1730 körül írt káptalani archontológia